# Rhacophorus taipeianus
Rhacophorus taipeianus är en groddjursart som beskrevs av Liang och Wang 1978. Rhacophorus taipeianus ingår i släktet Rhacophorus och familjen trädgrodor. IUCN kategoriserar arten globalt som nära hotad. Inga underarter finns listade i Catalogue of Life.